# Azulejos
Azulejos és una obra per a piano composta entre 1909 i 1910, iniciada per Isaac Albéniz i acabada per Enric Granados. L'objectiu d'Albéniz era compondre una suite, però quan va morir va deixar l'obra inacabada. El Preludi, acabat per Granados, va ser titulat amb el títol que hauria tingut la suite.

## Història
El 1909 Isaac Albéniz va començar una nova suite. Es creu que el títol va ser suggerit per Carlos d'Avezac de Castéra, pintor i germà del compositor René d'Avezac de Castéra, que era alumne i deixeble d'Albéniz; i que l'obra havia de reflectir els colors i la lluminositat pròpies de l'ornamentació sevillana. Però Isaac Albèniz va emmalaltir i va morir, deixant inacabat el Preludi de l'obra.
Enric Granados, molt amic d'Albéniz, va continuar i acabar el Preludi el 1910. Granados ho expressa en una carta de l'onze de desembre de 1910 dirigida al seu amic Joaquim Malats: 
| «                                        | Verdaderamente Azulejos son deliciosos. Rosina me ha regalado el original de Isaac y lo guardo como oro en paño. Lo hecho mío poco me importa tenerlo ¿Quieres que lo tengamos entre los dos? Ya te mandaré el original de lo que yo he escrito. | » |
| — Enric Granados, Carta a Joaquim Malats | |   |

El Preludi, titulat Azulejos, es va imprimir a París el 1911 en l'Édition Mutuelle, i l'obra fou estrenada a la Sala Pleyel de París l'1 d'abril de 1911 pel mateix Granados.
L'obra es va conservar en dues parts. En primer lloc, hi ha la partitura manuscrita d'Albéniz (quatre fulls), que es conserva al Museu de la Música de Barcelona; i en segon lloc la partitura de Granados (els últims fulls), que es conserva en la Biblioteca de Catalunya. Ambdues provenien del fons personal de Granados.
L'estudi d'ambdues partitures va mostrar que entre el final d'Albéniz i l'inici de la partitura de Granados faltaven alguns compassos. Recentment, es va trobar en la Biblioteca de Catalunya un nou full que uneix ambdues parts, ja que conté onze compassos (quatre d'Albeniz i set de Granados).
Aquesta pàgina conté una anotació en llapis del mateix Granados: "En esta pàgina hay de Isaac y mio; ya verás donde empiezo. Las cuatro primeras páginas me las quedo yo". Es desconeix a qui anava adreçada la nota, però és probable que anés destinada a Malats.
Els 55 primers compassos de l'obra foren compostos per Albéniz, i des del compàs 56 al 154 per Granados.

## Nova edició
Recentment, la Biblioteca de Catalunya i el Museu de la Música de Barcelona van publicar una edició facsímil acompanyada de l'edició urtext i de la introducció a càrrec de Romà Escalas, Imma Cuscó i M. Rosa Montalt.